# مصدق الفضل

## معلومات عن الكتاب
إنّ هذا الكتاب العظيم الخصل المسمّى بـ"مُصدِّق الفضل" في شرح "قصيدة بانت سعاد" لسيدنا كعب بن زهير المزني الصحابي للقاضي شهاب الدين أحمد بن شمس الدين بن عمر الدَّوْلَتْ آبَادِي الهندي المتوفى سنة: 849 هـ.
شرَح المؤلف أبياتَ هذه القصيدة الشهيرة المباركة من جميع النواحي، فتحدَّث تحت كلّ بيتٍ عن ثمانية علومٍ وفنونٍ، وهي: (١) اللّغة، (٢) والصّرف، (٣) والنحْو، (٤) وعلم المعاني، (٥) وعلم البيان، (٦) وعلم البديع، (٧) وعلم العروض، (٨) وعلم القوافي. ثمّ ذكر في آخر كلّ شعرٍ المعنَى الإجمالي للبيت تحتَ عنوان "فالحاصل".
فهو شرحٌ بسيطٌ لطيفٌ، ولقد حقَّق فيه الشَّارحُ العلّامُ معاني القصيدة، ووضّح مُرادَها، تنكشف بِه الغوامضُ، وتنجلي بِه المغلقاتُ، وتحلّ بِه المشكلاتُ.